# Montbrun, Lozère
Montbrun là một xã ở tỉnh Lozère trong vùng Occitanie, phía nam nước Pháp. Khu vực này có độ cao trung bình 550 m trên mực nước biển.